# Daniel Sousa (entrenador)
Pedro Daniel da Cunha Pereira de Sousa (Barcelos, Portugal, 3 de octubre de 1984), más conocido como Daniel Sousa, es un entrenador de fútbol portugués. Actualmente sin club.

## Trayectoria

### Inicios
Sousa conoció al técnico portugués André Villas-Boas cuando era estudiante en la Facultad de Deportes de la Universidad de Oporto y lo entrevistó sobre estrategias para el fútbol ofensivo como parte de su tesis de último año. Más tarde, el profesor de fútbol José Guilherme, quien era asistente de Villas-Boas en la Académica, lo recomendó al joven entrenador.Fue su analista de partidos en el equipo portugués, Porto, Chelsea, Tottenham Hotspur y Zenit San Petersburgo, y luego asistente técnico en el club ruso, Shanghái Port y Marsella durante 10 años de servicio.

### Gil Vicente
El 16 de noviembre de 2022, Sousa fue nombrado como entrenador del Gil Vicente en reemplazo de Ivo Vieira.Después de finalizar la temporada en el puesto N°13, se marchó del club el 26 de junio de 2023 porque el presidente del club quería un técnico diferente.

### Arouca
El 15 de noviembre de 2023, tras el despido de Daniel Ramos, Sousa fue nombrado entrenador del Arouca, que ocupaba el último lugar en la tabla de la Primeira Liga, firmando un contrato hasta el final de la temporada.En abril de 2024, se confirmó que no renovaría su contrato para asumir el banquillo del Braga.

### Braga
El 3 de abril de 2024, fue confirmado como entrenador del Braga a partir de la temporada 2024-25.El 12 de agosto del mismo año, el club anunció su salida con "efecto inmediato" luego de empatar ante Estrela da Amadora en la Primeira Liga.

### Vitória de Guimarães
El 26 de diciembre de 2024, asumió al frente del Vitória de Guimarães y firmó un contrato hasta junio de 2026.No obstante, fue despedido de su cargo 18 días más tarde luego de quedar afuera de la Copa de Portugal frente al "O Elvas".

## Estadísticas como entrenador
| Equipo                     | Div.                | Temporada           | Liga  | Liga | Liga | Liga | Liga |       | Copa | Copa | Copa | Copa  |   | Internacional | Internacional | Internacional | Internacional | Internacional |   | Otros | Otros | Otros | Otros |    | Totales     | Totales | Totales | Totales | Totales | Totales | Totales | Totales |
| Equipo                     | Div.                | Temporada           | Part. | G    | E    | P    | Pos. | Part. | G    | E    | P    | Part. | G | E             | P             | Pos.          | Part.         | G             | E | P     | Part. | G     | E     | P  | Rendimiento | GF      | GC      | Dif.    |         |         |         |         |
| -------------------------- | ------------------- | ------------------- | ----- | ---- | ---- | ---- | ---- | ----- | ---- | ---- | ---- | ----- | - | ------------- | ------------- | ------------- | ------------- | ------------- | - | ----- | ----- | ----- | ----- | -- | ----------- | ------- | ------- | ------- | ------- | ------- | ------- | ------- |
| Gil Vicente Portugal       | 1.ª                 | 2022-23             | 21    | 8    | 4    | 9    | 13.º | 4     | 2    | 1    | 1    | -     | - | -             | -             | -             | -             | -             | - | -     | 25    | 10    | 5     | 10 | 46.67%      | 28      | 24      | +4      |         |         |         |         |
| Gil Vicente Portugal       | Total               | Total               | 21    | 8    | 4    | 9    | -    | 4     | 2    | 1    | 1    | -     | - | -             | -             | -             | -             | -             | - | -     | 25    | 10    | 5     | 10 | 46.67%      | 28      | 24      | +4      |         |         |         |         |
| Arouca Portugal            | 1.ª                 | 2023-24             | 23    | 12   | 4    | 7    | 7.º  | 2     | 0    | 1    | 1    | -     | - | -             | -             | -             | -             | -             | - | -     | 25    | 12    | 5     | 8  | 54.67%      | 47      | 36      | +11     |         |         |         |         |
| Arouca Portugal            | Total               | Total               | 23    | 12   | 4    | 7    | -    | 2     | 0    | 1    | 1    | -     | - | -             | -             | -             | -             | -             | - | -     | 25    | 12    | 5     | 8  | 54.67%      | 47      | 36      | +11     |         |         |         |         |
| Braga Portugal             | 1.ª                 | 2024-25             | 1     | 0    | 1    | 0    | Inc. | -     | -    | -    | -    | 3     | 2 | 1             | 0             | Inc.          | -             | -             | - | -     | 4     | 2     | 2     | 0  | 66.67%      | 8       | 1       | +7      |         |         |         |         |
| Braga Portugal             | Total               | Total               | 1     | 0    | 1    | 0    | -    | -     | -    | -    | -    | 3     | 2 | 1             | 0             | -             | -             | -             | - | -     | 4     | 2     | 2     | 0  | 66.67%      | 8       | 1       | +7      |         |         |         |         |
| Vitória Guimarães Portugal | 1.ª                 | 2024-25             | 2     | 0    | 2    | 0    | Inc. | 1     | 0    | 0    | 1    | -     | - | -             | -             | -             | -             | -             | - | -     | 3     | 0     | 2     | 1  | 22.22%      | 7       | 8       | -1      |         |         |         |         |
| Vitória Guimarães Portugal | Total               | Total               | 2     | 0    | 2    | 0    | -    | 1     | 0    | 0    | 1    | -     | - | -             | -             | -             | -             | -             | - | -     | 3     | 0     | 2     | 1  | 22.22%      | 7       | 8       | -1      |         |         |         |         |
| Total en su carrera        | Total en su carrera | Total en su carrera | 47    | 20   | 11   | 16   | -    | 7     | 2    | 2    | 3    | 3     | 2 | 1             | 0             | -             | -             | -             | - | -     | 57    | 24    | 14    | 19 | 50.3%       | 90      | 69      | +21     |         |         |         |         |
| 1. 2.                      |                     |                     |       |      |      |      |      |       |      |      |      |       |   |               |               |               |               |               |   |       |       |       |       |    |             |         |         |         |         |         |         |         |

#### Resumen por competiciones
| Competición                 | Partidos | Ganados | Empatados | Perdidos | %      | Resultado        |
| --------------------------- | -------- | ------- | --------- | -------- | ------ | ---------------- |
| Primeira Liga               | 47       | 20      | 11        | 16       | 50.35% | 7.º lugar        |
| Copa de Portugal            | 2        | 0       | 1         | 1        | 16.67% | Octavos de final |
| Copa de la Liga de Portugal | 5        | 2       | 1         | 2        | 46.67% | Cuartos de final |
| Liga Europea de la UEFA     | 3        | 2       | 1         | 0        | 77.78% | Tercera ronda    |
| TOTAL                       | 57       | 24      | 14        | 19       | 50.3%  | Sin Títulos      |